# Шумная вечеринка
«Шумная вечеринка» (англ. The Shindig) — чёрно-белый короткометражный анимационный фильм о Микки Маусе, впервые выпущенный 11 июля 1930 года в рамках серии мультфильмов о Микки Маусе. Это двадцатый короткометражный фильм о Микки Маусе, пятый в том же году.

## Сюжет
Микки, Минни и множество их друзей отправляются на шумную вечеринку. К такому долгожданному событию все очень тщательно готовятся, надевают самые лучшие наряды, делают прически, красятся. Красавица Минни садится за рояль и начинает играть красивую мелодию, а Микки подыгрывает ей на скрипке. Веселье идет полным ходом. Звери танцуют, поют песни и развлекаются на полную. После выступлений Микки берёт губную гармошку и начинает играть. А потом Микки танцует с огромной свиньей Патрисией и та в финале раздавливает мышонка. Все звери смеются над Микки.

## Роли озвучивали
- Уолт Дисней — Микки Маус / Гораций Хорсоколор
- Марцеллит Гарнер — Минни Маус / Кларабель Кау[4]

## Скандалы
Мультфильм долгое время был запрещён к показу в США из-за сцены с голым выменем коровы Кларабель. В этой сцене Кларабель читает книгу с открытым выменем, а затем быстро надевает передник и выбегает из хлева, что может означать что она была голой. Но осуждался не только вид голого вымени, осуждалось и то, что читала Кларабель — книгу «Три недели» Элеоноры Глин, эротический бестселлер, который также был осужден и запрещен в ряде стран.

## Выпуск
Мультфильм был выпущен на DVD-диске Walt Disney Treasures 2004 года «Mickey Mouse in Black and White, Volume Two».
Короткометражку также включили в «Клуб Микки Мауса» (сезон 1, серия 54).

## Награды
Микки Маус получил звезду на аллее славы в Голливуде.